# 六角時信
六角 時信（ろっかく ときのぶ）は、鎌倉時代から南北朝時代にかけての武将・守護大名。近江国守護。佐々木氏嫡流六角氏3代当主。佐々木時信とも呼ばれる。

## 生涯
徳治元年（1306年）、佐々木頼綱（六角頼綱）の子として誕生。
廃嫡された長兄の頼明や早世した他の兄達に代わって嫡子となり、延慶3年（1311年）の父の死後に家督を継ぎ、近江守護となった。正和3年（1314年）に元服し、時信と名乗った。
朝廷との関わりは深く、元徳2年（1330年）の後醍醐天皇の石清水行幸の際には橋渡を務めているが、元弘元年（1331年）の元弘の乱では鎌倉幕府方につき、8月、近江唐崎にて後醍醐天皇に応じた延暦寺衆徒と戦い敗れるものの、後醍醐天皇が内裏を脱出して笠置山に挙兵した際（笠置山の戦い）には鎮圧に加わり、六波羅探題軍に加勢して山門東坂本に攻め寄せた。戦後は、捕縛された尊良親王（後醍醐天皇の皇子）の身を預かっている。
元弘3年（1333年）、後醍醐天皇流罪後も続いた反乱軍鎮圧では摂津国天王寺に参陣している。しかし、六波羅探題が宮方についた足利高氏（尊氏）によって陥落されると、探題北条仲時が近江で討死したという誤報を受けて宮方に投降した。
幕府滅亡後の建武の新政では雑訴決断所の奉行人、南海道担当の七番局を務め、尊氏の新政離反にも従うが、室町幕府においては近江守護職を一時庶流の京極氏当主佐々木道誉に奪われるなど不遇をかこつことになり、出家して家督を子の氏頼に譲り、41歳で死去したという。